# Kobus en de Rokkers
Kobus en de Rokkers is een Nederlandse boerenrockformatie uit Midden-Drenthe.

## Bezetting
- Alex Schuring

In 2014 werd de band opgericht door Alex Schuring.
Kobus nam in deze formatie een protestblues op, 'Nog gien 18, nog gien bier' Deze single werd opgenomen in de studio van Arjan Veneman, gemixt door Edwin van Hoevelaak. In 2015 kwam er een verzamel cd uit met allerlei bands die in het dialect zingen. Het nummer 'Nog gien 18, nog gien bier' stond hier ook op. Op 8 maart, 2016 kwam de single "Patat van mien moe" uit. Deze single werd opgenomen en afgemixt in de studio van Hendrik Jan Bökkers. Begin 2017 kwam het eerste album van de band uit. Dit album is vernoemd naar een single van de band. 'De Wolf'. In 2019 brachten zij de single 'Gang is Alles' uit. Deze single werd opgenomen in de eigen Kobus Studio en afgemixt. Eind 2019 kwam de tweede cd 'Rock en roll hits' uit. Hierop staat onder andere de single 'Gang is alles' en een liveopname van het nummer 'De bliksem'.

### Optredens
Kobus speelde van keten door het land onder andere op Siepelrock, Sweelpop, Flaeijelfestival, Veenhoopfestival, Boerenrockfestival, hokersweekend en Dicky Woodstock tot tweemaal het hoofdpodium van het TT Festival.

## Discografie

### Studioalbum
- 2017: De Wolf Album
- 2019: Rock en Roll hits

### Singles
- 2020: Het bier is nog niet dood
- 2019: Gang is Alles
- 2016: Patat van mien moe
- 2015: Nog gien 18, nog gien bier

### Compilatie
- 2015: Boerenrock Festijn - Deel 1